# European Journal of Surgical Oncology
European Journal of Surgical Oncology (ook EJSO) is een internationaal, aan collegiale toetsing onderworpen wetenschappelijk tijdschrift op het gebied van de oncologie en de chirurgie. De naam wordt in literatuurverwijzingen meestal afgekort tot Eur. J. Surg. Oncol. Het wordt uitgegeven door Elsevier namens de British Association of Surgical Oncology en verschijnt maandelijks.